# Zimowe Mistrzostwa Polski Seniorów w Lekkoatletyce 1935
3. Zimowe Mistrzostwa Polski Seniorów w Lekkoatletyce – zawody lekkoatletyczne, które zostały rozegrane 2 i 3 lutego 1935 w Przemyślu w hali należącej do Urzędu Okręgowego WF.

## Rezultaty

### Mężczyźni
| Konkurencja:              | 1. miejsce | Rezultat | 2. miejsce                                                   | Rezultat | 3. miejsce                                                               | Rezultat |
| Bieg na 50 m              | Stefan Sikorski Policyjny KS Warszawa                                                                                   | 5,7      | Leopold Szczerbicki Legia Warszawa                           | 6,1      | Władysław Krawczyk Legia Warszawa                                        | 6,7      |
| Bieg na 3000 m            | Paweł Orłowski Pogoń Katowice                                                                                           | 9:26,4   | Wacław Soldan Cracovia                                       | 9:26,9   | Adolf Franus Polonia Przemyśl                                            |          |
| Bieg na 50 m przez płotki | Jan Wieczorek Śmigły Wilno                                                                                              | 7,3      | Wilhelm Schneider Pogoń Katowice                             | 7,3      | Władysław Niemiec Pogoń Lwów                                             | 7,4      |
| Sztafeta 6 × 50 m         | Policyjny KS Warszawa Stefan Sikorski Eugeniusz Chabiera Tadeusz Hanke Tadeusz Kołaczkowski Żaliński Marian Kwiatkowski |          | AZS Warszawa                                                 |          |                                                                          |          |
| Sztafeta 3 × 800 m        | AZS Warszawa Lechosław Majewski Aleksander Jurkowski Stefan Kostrzewski                                                 | 6;37,6   | Cracovia Kazimierz Fiałka Wacław Soldan Kazimierz Drozdowski | 6:35,2   | Policyjny KS Warszawa Stefan Pruszkowski Kazimierz Kosiarz Edmund Kędzia |          |
| Skok wzwyż                | Karol Hoffmann Warta Poznań                                                                                             | 1,81     | Józef Jasiewicz AZS Lwów                                     | 1,71     | Władysław Niemiec Pogoń Lwów                                             | 1,71     |
| Skok o tyczce             | Wilhelm Schneider Pogoń Katowice                                                                                        | 3,71     | Antoni Morończyk Sokół-Macierz Lwów                          | 3,71     | Jerzy Pławczyk AZS Warszawa                                              | 3,30     |
| Skok w dal                | Leopold Szczerbicki Legia Warszawa                                                                                      | 6,795    | Jan Wieczorek Śmigły Wilno                                   | 6,63     | Tadeusz Śliwak Sokół-Macierz Lwów                                        | 6,62     |
| Skok w dal z miejsca      | Zygmunt Siedlecki Legia Warszawa                                                                                        | 3,035    | Jan Tęsiorowski AZS Poznań                                   | 2,92     | Zbigniew Tilgner Sokół Poznań                                            | 2,825    |
| Pchnięcie kulą            | Zbigniew Tilgner Sokół Poznań                                                                                           | 14,27    | Karol Hoffmann Warta Poznań                                  | 13,27    | Zygmunt Siedlecki Legia Warszawa                                         | 13,16    |

### Kobiety
| Konkurencja:              | 1. miejsce                                                               | Rezultat | 2. miejsce                                                     | Rezultat | 3. miejsce                    | Rezultat |
| Bieg na 50 m              | Jadwiga Batiuk AZS Lwów                                                  | 7,0      | Otylia Kałuża Stadion Chorzów                                  | 7,2      | Aniela Sikora Stadion Chorzów | 7,3      |
| Bieg na 500 m             | Jadwiga Nowacka AZS Warszawa                                             | 1:35,9   | Irena Świderska AZS Poznań                                     | 1:36,0   | Otylia Kałuża Stadion Chorzów |          |
| Bieg na 50 m przez płotki | Jadwiga Batiuk AZS Lwów                                                  | 9,4      | Hanna Piasecka AZS Poznań                                      |          |                               |          |
| Sztafeta 4 × 50 m         | AZS Poznań Jadwiga Kubiak Anna Rewolińska Irena Świderska Hanna Piasecka | 30,5     | Stadion Chorzów Erna Orzeł Otylia Kałuża Kukułka Ruta Różyczka |          |                               |          |
| Skok wzwyż                | Erna Orzeł Stadion Chorzów                                               | 1,43     | Aniela Sikora Stadion Chorzów                                  | 1,39     | Jadwiga Batiuk AZS Lwów       | 1,39     |
| Skok w dal                | Irena Świderska AZS Poznań                                               | 4,83     | Irena Segno AZS Warszawa                                       | 4,61     | Otylia Kałuża Stadion Chorzów | 4,53     |
| Skok w dal z miejsca      | Aniela Sikora Stadion Chorzów                                            | 2,31     | Jadwiga Batiuk AZS Lwów                                        | 2,16     | Irena Segno AZS Warszawa      | 2,145    |
| Pchnięcie kulą            | Genowefa Cejzikowa AZS Warszawa                                          | 11,50    | Maria Kwaśniewska Łódzki Klub Sportowy                         | 10,54    | Aniela Sikora Stadion Chorzów |          |